# Nick Metz
Nicholas John „Nick“ Metz (* 16. Februar 1914 in Wilcox, Saskatchewan; † 24. August 1990 in Regina, Saskatchewan) war ein kanadischer Eishockeyspieler, der im Verlauf seiner aktiven Karriere zwischen 1932 und 1948 unter anderem 594 Spiele für die Toronto Maple Leafs in der National Hockey League auf der Position des linken Flügelstürmers bestritten hat. In Diensten der Toronto Maple Leafs gewann Metz zwischen 1942 und 1948 insgesamt viermal den Stanley Cup – alle gemeinsam mit seinem zwei Jahre jüngeren Bruder Don Metz.

## Karriere
Metz zog es aus seinem Heimatort Wilcox in der Provinz Saskatchewan schon früh nach Toronto, wo er die dortige St. Michael’s College School besuchte. Ihm folgte später auch sein zwei Jahre jüngerer Bruder Don. Nick Metz lief zwischen 1931 und 1934 für die angeschlossenen Schulteams in den Juniorenklassen der Ontario Hockey Association auf. Mit den Toronto St. Michael’s Majors, für die er ab der Saison 1932/33 aufs Eis ging, gewann er im Frühjahr 1934 das Double aus dem J. Ross Robertson Cup der OHA und dem Memorial Cup der gesamten Canadian Hockey League.
Nach der Spielzeit wurde der Stürmer von den Toronto Maple Leafs aus der National Hockey League unter Vertrag genommen. Dort debütierte der 20-Jährige in der ersten Saisonhälfte, fand sich aber schließlich im Farmteam, den Syracuse Stars, aus der International Hockey League wieder. Erst zu den Stanley-Cup-Playoffs 1935 kehrte Metz in den NHL-Kader Torontos zurück. Mit Beginn der Saison 1935/36 etablierte sich der Angreifer im Kader der Toronto Maple Leafs und war für die folgenden sieben Jahre ein fester Bestandteil des Teams. Er selbst entwickelte sich während dieser Zeit zu einem der besten Defensivstürmer seiner Generation. Die sieben Jahre in Toronto fanden schließlich mit dem Gewinn des Stanley Cups in den Playoffs 1942 einen krönenden Abschluss, da Metz in der Folge aufgrund des Zweiten Weltkriegs in die Royal Canadian Army einberufen wurde. Dort leistete er zwischen 1942 und 1944 in Nanaimo seinen Militärdienst ab.
Zur Saison 1944/45 kehrte der Kanadier zu den Toronto Maple Leafs zurück und egalisierte mit 35 Scorerpunkten seine persönliche Bestmarke aus der Spielzeit 1940/41. Zudem feierte er mit den Leafs in diesem Spieljahr seinen zweiten Titelgewinn. In den Jahren 1947 und 1948 ließ Metz noch zwei weitere Stanley-Cup-Triumphe folgen.
Nach dem insgesamt vierten Triumph und fast 600 NHL-Spielen beendete Metz im Sommer 1948 im Alter von 35 Jahren seine aktive Karriere, während sein Bruder Don im folgenden Jahr noch einen weiteren Stanley Cup mit den Maple Leafs gewann. Er kehrte in seine Geburtsstadt Wilcox zurück, wo er bis zum Ende der 1980er-Jahre die elterliche Farm bewirtschaftete. Im Jahr 1983 wurde er gemeinsam mit seinem Bruder in die Saskatchewan Sports Hall of Fame aufgenommen. Metz verstarb im August 1990 im Alter von 76 Jahren in Regina.

## Erfolge und Auszeichnungen
| - 1934 J.-Ross-Robertson-Cup-Gewinn mit den Toronto St. Michael’s Majors - 1934 Memorial-Cup-Gewinn mit den Toronto St. Michael’s Majors - 1942 Stanley-Cup-Gewinn mit den Toronto Maple Leafs - 1945 Stanley-Cup-Gewinn mit den Toronto Maple Leafs | - 1947 Stanley-Cup-Gewinn mit den Toronto Maple Leafs - 1948 Stanley-Cup-Gewinn mit den Toronto Maple Leafs - 1983 Aufnahme in die Saskatchewan Sports Hall of Fame |

## Karrierestatistik
(Legende zur Spielerstatistik: Sp oder GP = absolvierte Spiele; T oder G = erzielte Tore; V oder A = erzielte Assists; Pkt oder Pts = erzielte Scorerpunkte; SM oder PIM = erhaltene Strafminuten; +/− = Plus/Minus-Bilanz; PP = erzielte Überzahltore; SH = erzielte Unterzahltore; GW = erzielte Siegtore; 1 Play-downs/Relegation; Kursiv: Statistik nicht vollständig)